# Jean Joveneau
Jean Joveneau  (Parijs, 1888 – Saint-Germain-en-Laye, 1950) was een Frans kunstschilder.
Joveneaus vader was een meubelmaker. Hij leerde het schildersvak bij Tony Robert-Fleury, de Académie Julian en bij de landschapsschilder Luigi Loir. Hij exposeerde een eerste werk op de Parijse salon in 1903. In 1911 werd werk van hem geëxposeerd in de galerie Bernheim-Jeune samen met werk van Maximilien Luce en Henri Matisse. Joveneau leed aan tuberculose maar nam wel vrijwillig dienst in het Franse leger in 1914. Na zijn ontslag uit het leger in 1917 vestigde hij zich in Courbevoie. 
Joveneau schilderde voor het theater maar schilderde in zijn atelier vooral stillevens en landschappen, vaak van groot formaat. In de jaren 1920 evolueerde hij naar het kubisme maar bleef wel steeds figuratief schilderen. In 1923 kreeg hij een eerste solotentoonstelling bij Bernheim-Jeune. 
In 1924 huwde hij met Suzanne Agnès Leplâtre maar het koppel scheidde na korte tijd. Hij maakte kennis met kunstschilder Lucie Tullat en betrok met haar een atelier in Saint-Germain-en-Laye. Ze waren beiden daar ook actief in het kunstonderwijs.
- RKD-Nederlands Instituut voor Kunstgeschiedenis: 43000
- Union List of Artist Names: 500042748
- Virtual International Authority File: 95960435